# Boris Stürmer
Boris Vladimirovitch Stürmer (en russe : Борис Владимирович Штюрмер ; 27 juillet 1848 à Saint-Pétersbourg, Russie - 9 septembre 1917) est un homme politique russe, ministre de l'Intérieur du 3 mars 1916 au 7 juillet 1916, ministre des Affaires étrangères du 20 janvier 1916 à juillet 1916, président du Conseil du 2 février 1916 au 23 novembre 1916.

## Biographie
Boris Vladimirovitch Stürmer est très apprécié par l'impératrice Alexandra. Ambitieux mais de caractère faible, manquant de bon sens, il ne comprend pas les rouages complexes de la politique russe, apparaissant comme un pantin dans les mains de l'impératrice et de Raspoutine.

### Carrière politique
Diplômé de la faculté de droit de Saint-Pétersbourg, Boris Vladimirovitch Stürmer entame une carrière de bureaucrate.
Grâce à l'appui de l'impératrice, son ascension dans la hiérarchie politique est rapide. 
Boris Stürmer est maître de cérémonie à la Cour impériale, puis chef de département au ministère de l'Intérieur. En 1894, il est nommé gouverneur de Novgorod, en 1896, gouverneur de Iaroslavl. Malgré sa réputation de mauvais gestionnaire, il est admis au Conseil d'État.
Il accompagne Nicolas II en voyage sur la Volga, pour fêter le tricentenaire de la dynastie en 1913, et il parvient alors à gagner la confiance d'un groupe associé à Raspoutine.
Stürmer demande la permission à l'empereur de changer son patronyme allemand au début de la Première Guerre mondiale pour prendre le nom de Panine (famille noble russe), mais le tsar ne peut accéder à sa demande car il devait consulter au préalable les membres de la famille Panine.
Il est nommé président du Conseil le 2 février 1916, succédant à Ivan Goremykine, démissionnaire. Il occupe ce poste de février 1916 à novembre 1916. En mars 1916, Nicolas II lui confie le portefeuille de ministre de l'Intérieur. La Russie connait alors une augmentation de l'inflation et de graves paralysies dans les transports qui causent de graves pénuries alimentaires. La même année, après la démission de Sergueï Sazonov, il est nommé ministre des Affaires étrangères. Ne possédant aucune connaissance sur les affaires internationales, il est dans l'impossibilité de donner des ordres cohérents. 
Il est soupçonné de germanophilie. Après la coûteuse victoire de l'offensive d'Alexeï Broussilov (4 juin 1916 à août 1916), on découvre qu'il avait entamé des négociations de paix séparées avec l'Empire allemand, obligeant Nicolas II à le démettre le 23 novembre 1916. 
Il est remplacé aux fonctions de président du Conseil par Alexandre Feodorovitch Trepov et au ministère des Affaires étrangères par Nicolas Pokrovski.

### Décès
Placé en état d'arrestation par le gouvernement provisoire, Boris Vladimirovitch Stürmer meurt dans la prison Pierre-et-Paul à Petrograd, le 2 septembre 1917.

## À noter
Le grand-oncle de Boris Stürmer est l'un des gardiens de Napoléon Ier à l'île de Sainte-Hélène.

## Sources
- Nicolas II de Russie de Henri Troyat